# Julio Lucena
Julio Carlos Luis Capdevila Codorniu, más conocido como Julio Lucena (Ciudad de México, 3 de noviembre de 1924-Ciudad de México, 25 de junio de 1985), fue un actor, comediante, bailarín, cantante y actor de doblaje mexicano. Era hijo del diplomático y médico español Eugenio Capdevila y Romero.

## Biografía
Conjuntamente con Jorge Arvizu, Francisco Colmenero, Víctor Alcocer, Esteban Siller y Pedro D´Aguillon, Lucena fue uno de los monstruos del doblaje en América Latina y dio voz a innumerables series de televisión y miles de películas, así como comerciales de radio y televisión. En la radio mexicana fue uno de los pilares de la radionovela como en La gata o en El derecho de nacer.
Comenzó como bailarín de flamenco haciendo pareja con su hermana Rocío Capdevila Codorniu. Al morir esta, se dedicó a cantar en el Radio City Music Hall, de Nueva York. 
Al regresar a México, incursionó en el doblaje de películas realizando más de veintitrés mil doblajes. Entre sus voces más conocidas están Don Gato, de Don Gato y su pandilla (Top Cat); Pablo Mármol, de Los Picapiedra; el lagarto Juancho; Pierre Nodoyuna, de Los autos locos; Napoleón Solo, de El agente de Cipol; Espías en conflicto, entre otras.
Lucena participó en más de veinte radionovelas en la XEW. También fue actor de teatro. Algunas de las obras en las que participó incluyen Los novios, La fierecilla domada, Viaje de un largo día hacia la noche y su última puesta en escena:Herejía (teatro).
En la televisión, fue precursor de la Barra Infantil en el desaparecido canal oficial mexicano Canal 13 (Imevisión) con los programas Pampa Pipiltzin, estelarizado junto con María Antonieta de las Nieves, y La Canica Azul (televisión). En Televicentro Mexicano (Televisa) participó en programas como Mis tres amores, Mis huéspedes, Cachún cachún ra ra!, El tesoro del saber, XE-TU.
En el cine, trabajó en las películas Los tres farsantes (como el narrador del episodio «El héroe»), El Gato con Botas, Los perros de Dios (por la que recibió la Diosa de Plata como revelación masculina en 1972), Eagle's Wing, El jugador de ajedrez, Ramona (cine), No te cases con mi mujer, La rebelión de los fantasmas e Historias extraordinarias, entre otras.

## Fallecimiento
Murió a consecuencia de un paro cardiaco debido a una insuficiencia hepática el 25 de junio de 1985 a sus 60 años de edad en Ciudad de México, sus restos reposan en el Panteón de Las Lomas en la ciudad de Naucalpan de Juárez en el Estado de México.  

### Premios Diosas de Plata
| Año  | Categoría            | Película           | Resultado |
| ---- | -------------------- | ------------------ | --------- |
| 1972 | Revelación masculina | Los Perros de Dios | Ganador   |

#### Premios Asociación Nacional de Actores (ANDA)
| Año  | Categoría          | Medalla             | Resultado |
| ---- | ------------------ | ------------------- | --------- |
| 1980 | 25 años de carrera | “Virginia Fábregas” | Ganador   |

## Televisión
- La Canica Azul
- XE-TU
- Pampa Pipil Tzin
- El tesoro del saber
- Mi Colonia La Esperanza
- Mis huéspedes
- Mis tres amores  (telenovela)
- La señora joven  (telenovela)

## Filmografía

### Películas
- Los tres farsantes
- Tre passi nel delirio
- Los perros de Dios
- Eagle's Wing
- El jugador de ajedrez
- Ramona
- La rebelión de los fantasmas
- No te cases con mi mujer
- Dial M for murder, Tony Wendice (Ray Milland)
- Dr. Insólito, capitán Lionel Mandrake (Peter Sellers)
- El cisne negro, lord Denby (1942)
- El gran Caruso, Alfredo Brazzi (1951)
- El príncipe y la corista, Charles, príncipe regente (Laurence Olivier)
- Geronimo, Gral. George A. Crook
- La vuelta al mundo en 80 días (1956), Phileas Fogg (David Niven)
- Límite de seguridad, el presidente (Henry Fonda)
- Mi amigo el dragón, Dr. Terminus (Jim Dale)
- Nunca fui santa, Carl (1955)
- Quo Vadis, guardias
- Para atrapar a un ladrón, John Robie (Cary Grant)
- Ritmo y melodía, Roy Rogers
- Scaramouche, Gastón Binet (Robert Coote)
- Té para dos, Larry Blair (empresario)

- El hombre con ojos de rayos X (1963), Dr. James Xavier
- La llamada fatal (1954), Tony Wendice (Ray Milland)

- El Álamo (1960), coronel Jim Bowie (Richard Widmark)
- Cielo amarillo (1948), Dude (Richard Widmark)

- Espía por mandato (1962), Eric Erickson, William Holden

- Marcha de valientes (1959), mayor Kendall

### Otros
- Todos los hombres del presidente (1976), ujier (N/A)
- Érase una vez en Hollywood: Primera Parte (1974), presentador (Donald O'Connor)
- Dr. insólito (1964), capitán Lionel Mandrake (Peter Sellers)
- Límite de seguridad (1964), el Presidente (Henry Fonda)
- Geronimo (1962), Gral. George A. Crook (Lawrence Dobkin)
- El coloso de Rodas (1961), Thar (Conrado San Martín)
- El planeta fantasma (1961), Judge Eden (Al Jarvis)
- Marea nocturna (1961), Cap. Samuel Murdock (Gavin Muir)
- Éxodo (1960), general Sutherland (Ralph Richardson)
- Sangre en el faro (1960), Frank Hubbard (Harry Fleer)
- El árbol de la horca (1959), Society Red (John Dierkes)
- Los Vikingos (1958), Einar (Kirk Douglas)
- El árbol de la vida (1957), Prof. Jerusalem Webster Stiles (Nigel Patrick)
- El príncipe y la corista (1957), Charles, príncipe regente (Laurence Olivier)
- La última carreta (1956), Col. Normand (Douglas Kennedy)
- Nunca fui santa (1956), Carl (Robert Bray)
- Para atrapar al ladrón (1955), John Robie (Cary Grant)
- El hermoso Brummell (1954), príncipe de Gales (Peter Ustinov)
- Sabrina (1954), Thomas Fairchild (John Williams)
- Línea de fuego (1952), Sgto. Mitch Turner (Stephen McNally)
- Scaramouche (1952), Gaston Binet (Robert Coote)
- El gran Caruso (1951), Alfredo Brazzi (Ludwig Donath)
- Quo Vadis (1951), voces adicionales
- Té para dos (1950), Larry Blair (Billy De Wolfe)
- Ritmo y melodía (1948), Roy Rogers
- 13 Rue Madeleine (1947), Hans Feinke (Alfred Linder)
- La cruz de Lorena (1943), padre Sebastián (Cedric Hardwicke) (Redoblaje)
- El cisne negro (1942), lord Denby (George Zucco)
- Sangre y arena (1941), Nacional (John Carradine)
- Jesse James (1939), Will Wright (Randolph Scott)
- Vive como quieras (1938), Kolenkhov (Mischa Auer)

### Películas animadas
- El superagente Picapiedra, Pablo Mármol

### Películas de anime
- Alí Babá y los 40 ladrones (1971), genio
- La isla del tesoro (1971), voces adicionales y canciones

### Series animadas
- Los Picapiedra, Pablo Mármol
- Don Gato, Don Gato
- Hanna Barbera cartoons, el lagarto Juancho
- El lagarto Juancho, el lagarto Juancho
- El Escuadrón Diabólico, Pierre Nodoyuna (voz original)
- Los autos locos, Pierre Nodoyuna
- El lobo Hokey, Hokey
- La Tortuga D'Artagnan y Dum-Dum, voces varias
- Los Gatedráticos del Ritmo, Mildew el Lobo (Paul Lynde, segmento: «¡Es el lobo!»)
- El Hombre Araña (1967), primer ministro
- Marvel Super Héroes, Cara Roja (segmento: «Capitán América»)
- Los Cuatro Fantásticos, Reed Richards, serie animada 1967

### Series de TV
- El agente de CIPOL, Napoleón Solo (Robert Vaughn)
- Los héroes de Hogan, coronel Wilhelm Klink (Werner Klemperer)
- Espías en conflicto (Yo, espía),  Alexander Scott (Bill Cosby)
- La marina de McHale (serie de TV), capitán Wallace B. Binghamton (Joe Flynn)
- McCloud, alguacil Sam McCloud (Dennis Weaver)
- Star Trek, embajador Sarek
- Las aventuras de Rin Tin Tin, voces adicionales
- Tarzán (serie de TV), voces adicionales
- Buscando novia a papá (serie de TV), Norman Tinker
- Esper, el defensor de la tierra, voces adicionales
- Granjero último modelo, Oliver Wendell Douglas (Eddie Albert)

### Personajes episódicos

#### El Llanero Solitario(serie de TV)
- ep. #68, Sue Craig (Wanda McKay) (temp. 2, ep. 16)
- ep. #69, Banker Wilson (Douglas Wood) (temp. 2, ep. 17)

#### El Santo(serie de TV)
- ep. #75, capitán Sanchez (Martin Benson)
- ep. #77, Noel Bastion (Laurence Payne)
- ep. #96, Finlay Thorp-Jones (Tristram Jellinek)

#### La dimensión desconocida(serie de TV)
- ep. #03, Dan Hotaling (Martin Landau)
- ep. #12, fotógrafo (Mark Sunday)
- ep. #14, William Sturka (Fritz Weaver)
- ep. #15, Pierson (Ted Otis)
- ep. #16, hombre de gasolinera (George Mitchell)
- ep. #20, capitán James Webber (Kevin Hagen)
- ep. #27, Thomas (Henry Scott)
- ep. #33, policía #2 (House Peters Jr.)
- ep. #34, Sr. Armbruster (James Millhollin)
- ep. #45, Barney Flueger (Charles Carlson)
- ep. #49, Pete Corrigan (Russell Johnson)
- ep. #61, George Alfred (Jonathan Harris)
- ep. #69, sargento confederado (James Gregory)
- ep. #77, Alan Richards (John Dehner)
- ep. #89, coronel #1 (Bartlett Robinson)
- ep. #91, Bill (Charles Aidman)
- ep. #152, sheriff Gilchrist (Norman Leavitt)

#### Los Hart(serie de TV)
- ep. #14, entrenador Warren Sanford (Charles Hallahan)

#### Los invencibles de Némesis(serie de TV)
- ep. #07, Emil (Bernard Kay)
- ep. #08, doctor  (John Lee)
- ep. # 09, Callezón (Robert Crewdson)
- ep. #10, Dr. John Newman (Andrew Keir)
- ep. #15, Symons (John Carson)
- ep. #21, Sr. Squires (Bernard Lee)
- ep. #25, Yussef (Roger Delgado)
- ep. #28, mariscal Von Splitz  (Alan MacNaughton)

### Miniseries
- Raíces (1977), Sr. Slater (Ralph Waite)
- Cristo vivo (1951), voces adicionales

### Publicidad
- Periódico Novedades (promo: «Lo leí en Novedades», 1980)
- Comercial detergente Ariel Chaca-Chaca (1981)
- Campaña Ford Galaxie 500 (1972 a 1975)
- Bolígrafo Werever
- Campaña del Monte (voz de Perico)

### Teatro
- La fierecilla domada
- Viaje de un largo día hacia la noche
- Los novios